# Cenizas (Munch)
Cenizas (en noruego: Aske) o también La caída del hombre es un motivo pictórico del pintor noruego Edvard Munch, que ejecutó en dos pinturas y tres grabados. La versión principal data de 1895 y se exhibe en la Galería Nacional de Noruega. Forma parte del Friso de la vida de Munch, la recopilación de sus obras centrales sobre los temas de la vida, el amor y la muerte. La imagen muestra a una mujer de pie frente al espectador y un hombre agachado dándole la espalda. El tema se interpretó como el momento posterior al acto amoroso o al final de una relación amorosa.

## Descripción
La composición de Cenizas se basa íntegramente en dos figuras. En la esquina inferior izquierda, una figura masculina de negro, agachada y con su rostro apoyado y oculto en su brazo en una pose que Ulrich Bischoff llama desesperada, afligida o melancólica. La piel del hombre tiene un tono gris ceniza. Parece que se está girando arrepentido. En el centro de la imagen, ligeramente a la derecha del centro de la imagen, se encuentra una mujer de pie vestida de blanco. El corpiño de su vestido está desabrochado y revela el escote y una camisola roja brillante. Su largo cabello también es de color dorado rojizo y cae sobre los hombros y espalda y algunas hebras fluyen hasta el cuello del hombre. Su mirada parece congelada. Los ojos muy abiertos miran directamente al espectador y los brazos doblados con las manos agarrando las sienes, en un gesto clásico que expresa conmoción. Las figuras masculina y femenina forman un fuerte contraste en color y postura.
La escena está ambientada en un claro del bosque, sugiriendo una relación clandestina. Al fondo se elevan los esbeltos troncos de un bosque que Bischoff define como pinar. Hay piedras brillantes en el plano medio. A la izquierda y debajo, la escena está limitada por dos elementos en forma de marco. Revelan la forma de un tronco de árbol humeante que yace horizontalmente y se convierte en ceniza, de la cual una columna vertical de humo se eleva a la izquierda. Las formas se simplifican mucho, la objetividad parece disolverse sobre todo en el primer plano. Las líneas fluyen, los colores son intensos con fuertes contrastes y símbolos de color utilizados conscientemente. Para Arne Eggum y Tone Skedsmo, los elementos del paisaje repiten las poses de las figuras: los árboles verticales toman la posición erguida de la mujer, el hombre agachado recuerda a las piedras redondas. Se funde con el tronco en primer plano, parece mirar sus cenizas o mirar el humo que se eleva de ellas.

## Versiones
La primera pintura al óleo con el motivo se creó en 1895. Fue comprada por la Galería Nacional de Noruega en 1909 y se exhibe allí desde entonces. En el Museo Munch de Oslo se exhibe otra pintura al óleo de 1925. Munch realizó dos litografías en 1896 y 1899. La primera litografía introduce un elemento pictórico más: el humo forma una gran cabeza de mujer maquillada sobre la pareja del cuadro. La expresión facial es tranquila, casi sonriente, y también es asumida por la mujer de la mitad inferior de la imagen. El cabello se riza como serpientes y recuerda a la cabeza de una gorgona. Todo lo que queda del tronco de árbol horizontal de la pintura es un montón de cenizas. La segunda litografía tiene una composición más simple y, por lo tanto, para Arne Eggum encaja mejor con el estilo de los otros grabados en el friso de la vida. Un grabado de 1913-14 también titulado Cenizas muestra una versión modificada. La escena ahora se desarrolla en un interior, la mujer está tumbada desnuda y el hombre está en la cama.

## Interpretación

### Después del acto del amor
Matthias Arnold interpreta la imagen como una especie de fatiga poscoital. El hombre está agotado después del coito, siente el vacío y la finitud del amor. Ha cumplido su función natural, donó su simiente que engendrará nueva vida. Ahora está esperando ser comido como la mantis religiosa macho después del apareamiento. Muy diferente es la postura erguida y triunfante de la mujer que ya se alisa el cabello. Como suele ser el caso de Munch, en la relación entre los sexos ella es la más fuerte que derrota y destruye al hombre. La impotencia masculina impidiendo una relación sexual también es otra interpretación frecuente del motivo.

Vampiro, 1893, 80,5 × 100,5 cm, Museo de Arte de Gotemburgo.
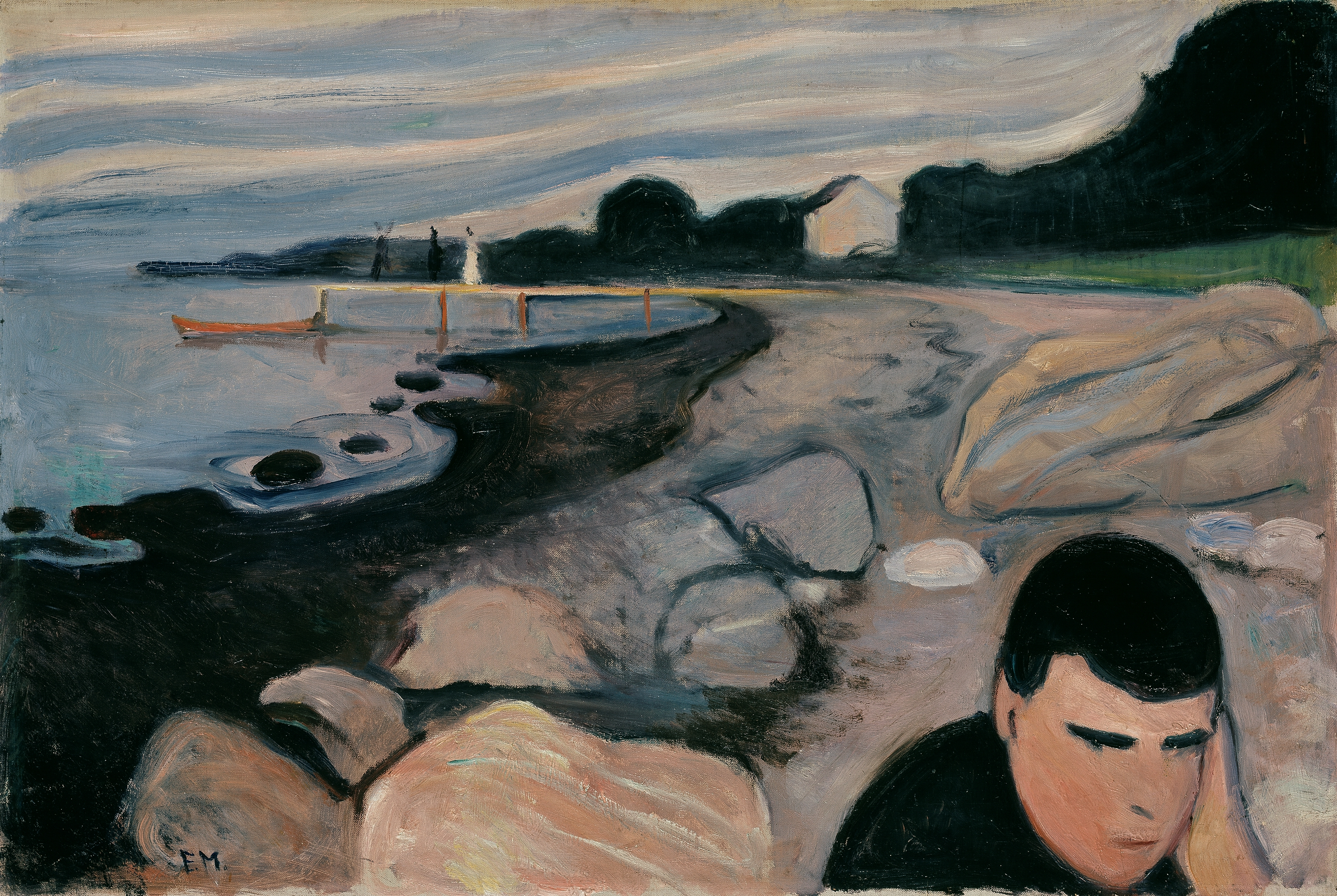
Melancolía 1892, 64 × 96 cm, Galería Nacional de Noruega, Oslo.

La postura encorvada y agachada del hombre de negro, que expresa desesperación, humildad y sumisión, aparece repetidamente en la obra de Munch. Según Arnold, suele aludir al propio pintor, una especie de autorretrato en el que expresa sus sentimientos. Aparece, por ejemplo en el motivo Vampiro, en el que el hombre esconde el rostro en el regazo de la mujer mientras ella se inclina sobre su cuello. En este contexto, también se puede mencionar la pose de Melancolía.

### Fin de una historia de amor
Para Arne Eggum, sin embargo, el motivo de la obra apunta más allá de un solo acto de amor y muestra el final de una historia de amor de la que solo quedan los rescoldos de la pasión. La referencia bíblica del título alternativo Después de la caída del hombre significa que el paraíso del amor ha terminado. Según su interpretación, la mujer sólo está presente en la imaginación del hombre, surge, por así decirlo, del humo y las cenizas. El hombre todavía la desea, la evoca en una pose cargada de erotismo, a pesar de que el amor se ha enfriado hace mucho tiempo. Tone Skedsmo lo expresa: “El amor está muerto, reducido a cenizas; se ha convertido en soledad y desesperación. Detrás de todo esto se esconde un miedo mortal a ser destruido por las mujeres." 
En sus notas, Munch escribió sobre el motivo: “Los antiguos tenían razón al comparar el amor con una llama, porque el amor, al igual que la llama, sólo deja tras de sí un montón de cenizas" y "Sentí nuestro amor como un montón de cenizas en el suelo."  Arne Eggum también relaciona una nota literaria con la imagen: "Ella nunca había estado con él durante tanto tiempo; él le rogó que no se fuera; estaba más caliente que nunca; quería tener que abrazarla y besarla de nuevo. ella volvió a sentir - otra vez / las brasas se apagaron cuando se levantó - se paró muy erguida y se arregló el cabello con la postura de una reina. Había algo en su expresión que lo asustó - no sabía qué era -." 
Para Frithjof Bringager, es una de las imágenes más pesimistas de la relación entre sexos que Munch haya pintado. Muestra al hombre como un perdedor débil, a la mujer como un triunfante fuerte. En él, Munch procesó experiencias personales y una imagen contemporánea recurrente de las mujeres como santas y prostitutas al mismo tiempo.

### Escena teatral
Para Ulrich Bischoff, el verdadero arte de Munch radica en la transformación de un incidente banal en un cuadro teatral, un “paisaje escénico”. Los personajes le recuerdan a los actores que se han "congelado en los gestos", y hace comparaciones con el teatro Nō japonés, Shakespeare e Ibsen y, especialmente, como una anticipación al futuro, con Samuel Beckett, cuyas obras solo durante la representación tienen sentido y de lo contrario resisten cualquier definición. La modernidad de Munch también radica en que es imposible expresar con palabras lo que mueve a sus personajes, lo que expresan sus poses y gestos. El rostro congelado de la figura femenina y el perfil desviado del hombre en Cenizas evaden la interpretación psicológica o biográfica, lo que los hace aún más efectivos.